# 아만다 옴스
아만다 옴스(Amanda Ooms, 1964년 9월 5일 ~ )는 스웨덴의 배우, 작가이다.

## 출연 작품
- 피의자 : 사라진 증거 (2014)
- 빅토리아 (2013)
- 디사이플 (2013)
- 더 히든 차일드 (2013)
- 마지막 문장 (2012)
- 익스펜더블 2 (2012)
- 비하인드 블루 스키스 (2010)
- 영원한 순간 (2008)
- 서치 (2006)
- 갑판 (2006)
- 해리의 딸들 (2005)
- 피어 X (2003)
- 포사이트가의 이야기 (2002)
- 하얀 비행 (2001)
- 쉬울프 (1996)
- 메즈머 (1994)
- 무인지대 (1994)
- 지네브라 (1992)
- 고모론 (1992)
- 지붕 위의 여자 (1989)
- 핫 게임 (1988)